# LM Волос Вероники
LM Волос Вероники (лат. LM Comae Berenices) — двойная звезда в созвездии Волос Вероники на расстоянии приблизительно 955 световых лет (около 293 парсек) от Солнца. Видимая звёздная величина звезды — от +16,22m до +16m.

## Характеристики
Первый компонент — белый карлик спектрального класса DA1,7, или DA*. Масса — около 0,281 солнечной. Эффективная температура — около 28800 K.
Второй компонент — красный карлик, отражающая переменная звезда (R) спектрального класса M3, или M4+V*. Масса — около 0,17 солнечной, радиус — около 0,22 солнечного. Эффективная температура — около 3650 К*. Орбитальный период — около 0,2587 суток (6,2085 часов).